# Хосе Фернандес Мадрид
Хосе Луїс Альваро Альвіно Фернандес Мадрид (ісп. José Luis Álvaro Alvino Fernández Madrid; 19 лютого 1789 — 28 червня 1830) — південноамериканський політик, член урядового Тріумвірату та другий президент Сполучених Провінцій Нової Гранади.

## Біографія
Народився 1789 року в Картахені-де-Індіас. Походив зі стародавньої аристократичної родини: його дід по батьковій лінії, дон Луїс Фернандес, був лицарем Калатравського ордена та членом Королівської ради Іспанії, який приїхав до Нового Світу як суддя Королівської авдієнсії Гватемали. Його дід по лінії матері, дон Дієго Фернандес-де-Кастро був президентом Королівської авдієнсії Гватемали й генерал-капітаном Гватемали.
Ще в молоді роки Хосе Фернандес Мадрид переїхав з батьками до Санта-Фе-де-Боготи, де вивчав гуманітарні науки та право, а потім — медицину в коледжі Нуестра-Сеньйора-дель-Розаріо. Закінчивши 16 лютого 1809 року навчання, в 20-річному віці став доктором медицини.
Під час революційних виступів, що відбувались у Боготі влітку 1810 року працював у провінційному суді Картахени й після того, як вона проголосила незалежність — представляв провінцію в Конгресі Сполучених Провінцій Нової Гранади. В Конгресі він був відомий своїм інтелектом і промовами, й коли після перемог над роялістами в жовтні 1814 року в Сполучених Провінціях було створено орган виконавчої влади — Тріумвірат, Хосе Фернандесу Мадриду було доручено тимчасово виконувати обов'язки замість одного з членів Тріумвірату, який був відсутній на момент виборів членів Тріумвірату.
1816 року становище в новій незалежній державі різко погіршилось: іспанський експедиційний корпус швидко відновлював іспанську владу в Новій Гранаді. 14 березня 1816 року президент Каміло Торрес Теноріо подав у відставку, після чого Конгрес Сполучених Провінцій запропонував зайняти пост голови держави Хосе Фернандесу Мадриду. Той спочатку відмовився, вважаючи, що не впорається з таким тягарем проблем, але тиск на нього тривав, і він погодився. Втім, як він і вважав, упоратись з іспанським вторгненням він не зміг. 6 травня іспанці захопили Боготу, а 22 червня 1816 року Хосе Фернандес Мадрид заявив у Попаяні Постійному Законодавчому Комітету про свою відставку з посту президента.
30 липня війська Сполучених Провінцій було остаточно розбито іспанцями, й Хосе Фернандес Мадрид разом з дружиною потрапили в полон. Остерігаючись за своє життя (більшість функціонерів Сполучених Провінцій було засуджено іспанськими трибуналами до страти), він почав благати про помилування, після чого йому призначили особисту зустріч з головнокомандувачем іспанських військ, генералом Морільйо. Оскільки він сам не брав участі в бойових діях проти іспанців, а його пращури мали значні заслуги перед іспанською короною, йому подарували життя, і його з дружиною та братом було заслано до Іспанії.
Після того, як Сімон Болівар проголосив незалежність Колумбії, про вигнанця згадали, та в листопаді 1826 року Хосе Фернандес Мадрид був призначений на пост посла Колумбії у Великій Британії. На тій посаді він перебував до самої своєї смерті 1830 року.
Син Хосе Фернандеса Мадрида, Педро Фернандес Мадрид, який народився в роки вигнання батька, став відомим письменником і політиком, а 1857 року був обраний на пост президента колумбійського Конгресу.

## Пам'ять
На честь Хосе Фернандеса Мадрида було названо орден Збройних сил Колумбії, яким нагороджують військових медиків.